# Фјесо д'Артико
Фјесо д'Артико је насеље у Италији у округу Венеција, региону Венето.
Према процени из 2011. у насељу је живело 5779 становника. Насеље се налази на надморској висини од 5 м.

## Становништво
Према резултатима пописа становништва 2011. у општини је живело 7.728 становника.
| 1951. | 1961. | 1971. | 1981. | 1991. | 2001. | 2011. |
| ----- | ----- | ----- | ----- | ----- | ----- | ----- |
| 3.883 | 4.328 | 5.242 | 5.792 | 5.855 | 5.779 | 7.728 |

## Партнерски градови
- Saint-Marcellin